# Nico Okkerse
Nico Okkerse (Rotterdam, 5 maart 1962) is een Nederlands entertainer, acteur, zanger, cultuurmanager en entrepeneur. Hij is ook bekend als een van de oprichters van de Stille disco.

## Levensloop
Okkerse is geboren en getogen in Rotterdam. Na het middelbaar onderwijs en enige theateropleiding, begon Okkerse in 1983 met de Theatergroep Tocht gericht op middelbare scholen in Nederland en België. 
In de opvolgende decennia werkte hij afwisselend als initiator, producent, zakelijk leider en acteur bij kleinere theatergezelschappen, zoals Pier 7 in Delfshaven, Voortman & de Jonge, het tegendraads theatergezelschap Krochttheater, het Penta Theater, Joop's Foundation, en de NO Cultural Affairs.
In 1987 kwam Okkerse in de bekendheid als producer van de korte Nederlandse film Cargo van Rene Hazekamp. Het jaar erop werkte hij mee aan het Teatro Fantastico festival in Rotterdam. Sinds de aanvang van het theaterfestival De Parade in 1990 is Okkerse doorlopend betrokken gebleven. Zo verzorgde hij de "Joop van den Zoon's Grandioze Doordraaishow", het Start up Café Ik, en vanaf 2002 de Silent Disco. 
De Stille disco werd in 2002 voor het eerst gerealiseerd door Nico Okkerse en Michael Minten na sluitingstijd op De Parade, waar door strenge gemeentelijke geluidsverordeningen geen geluidsoverlast was toegestaan. Het werd een vaste attractie op De Parade, waarbij ze regelmatig werden bijgestaan door Jacqueline van de Geer. Okkerse en Minten Minten bouwde het concept verder uit voor andere evenementen en grotere festivals.
In 1996 speelde Okkerse een rol in de korte film Genesis 2000, en in 2000 speelde in rol in de korte film Ach meneer naast John Kraaijkamp sr., waarbij Michael Minten als producent optrad.

## Werk

### Publicaties
- Nico Okkerse. Poppentheater en opleiding : verslag symposium[8]